# Рябушки
Рябу́шки — село в Україні, у Лебединській міській громаді Сумського району Сумської області.
Населення становить 887 осіб. До 2020 орган місцевого самоврядування — Рябушківська сільська рада.

## Географія
Село Рябушки знаходиться на березі річки Вільшанка (в основному на правому), вище за течією на відстані 0,5 км розташоване село Вільшанка, нижче за течією на відстані 4,5 км розташоване місто Лебедин. Село витягнуто вздовж річки на 10 км. До села примикає невеликий лісовий масив (сосна). По селу протікає кілька пересихаючих струмків з загатами. Через село проходить автомобільна дорога Т 1913. Поруч проходить залізниця, найближчі станції Садова (2 км) і Рябушки (5 км).

## Історія
Село Рябушки засноване в 1765 році.
У процесі досліджень встановлено, що поселення Рябушки, як і більшість сіл Слобожанщини, утворилося в той час, коли Катерина ІІ розігнала Запорозьку Січ. Перша писемна згадка про село зустрічається в літописі, знайденому на Лебединщині, у якому зазначається, що першими поселенцями були вільні козаки, яких привів сюди сотник Іван Рябушко. Назва поселення походить від прізвища першого поселенця-засновника.
За даними на 1864 рік у казенному селі, центрі Рябушкинської волості Лебединського повіту Харківської губернії, мешкало 1980 осіб (984 чоловічої статі та 996 — жіночої), налічувалось 325 дворових господарств, існували православна церква та винокурний завод.
За переписом 1897 року кількість мешканців зросла до 2658 осіб (1284 чоловічої статі та 1374 — жіночої), з яких 3711 — православної віри.
Станом на 1914 рік кількість мешканців зросла до 2964 осіб.
Економічному розвитку регіону сприяло будівництво в 1877 році залізниці Мерефа-Ворожба.
У селі станом  на кінець 2014 року спостерігається значна кількість (до 50 % загальної) занедбаних і  зруйнованих житлових і господарських споруд. Занедбані житлові будівлі і господарські споруди  частково розібрані і розтягнуті місцевими жителями на будматеріал і для здавання металобрухту. Головна дорога села практично втратила тверде покриття. В селі знаходиться напівзруйнований храм Івана Предтечі (УПЦ МП ).
12 червня 2020 року, відповідно до Розпорядження Кабінету Міністрів України № 723-р «Про визначення адміністративних центрів та затвердження територій територіальних громад Сумської області» увійшло до складу Лебединської міської громади.
19 липня 2020 року, після ліквідації Лебединського району, село увійшло до Сумського району.

## Найвідоміші уродженці
- Бурлюк Давид Давидович (1882—1967, хутір Семиротівщина) — відомий поет і художник, один із засновників російського футуризму.
- Гапоченко Іван Іванович (1951, хутір Семиротівщина) — український художник-пейзажист. Голова Сумської обласної організації НСХУ. Заслужений художник України.
- Ляшко Андрій Андрійович (1974—2014) — солдат резерву Міністерства внутрішніх справ України, учасник російсько-української війни.
- Подвезько Михайло Леонтійович (1901—1978) — український лексикограф, автор перших великих двомовних англо-українських словників.
- Ситенко Михайло Іванович (1885—1940) — ортопед, член-кореспондент АН УРСР.